# Paris-Brest
Paris-Brest is een dessert uit de Franse keuken.
De basis is soesjesdeeg. Hier wordt een ring van gemaakt (zoals bij een donut), die in de oven gebakken wordt. Als de ring is afgekoeld, moet hij horizontaal doormidden worden gesneden en gevuld worden met een pralinéroom.
Paris-Brest werd in 1910 op verzoek van Pierre Giffard gelanceerd door een bakker uit Maisons-Laffitte, speciaal ter herdenking van de wielerwedstrijd Parijs-Brest-Parijs uit 1891. De vorm van het gerechtje stelt een wiel voor.